# Hans Dynesen
Hans Dynesen, född 25 september 1870 i Århus, död 4 december 1939, var en dansk skådespelare.
Dynesen hade engagemang vid flera olika teatrar och turnéer, och arbetade även som tallärare och föredragshållare. Sin filmdebut gjorde han hos Frans Lundberg i Malmö 1910, och det blev därefter ännu några filmer för denne under de kommande åren. Han spelade även i filmer från Filmfabriken Danmark och Alfred Lind Film, och var mellan 1917 och 1920 framför allt aktiv hos Nordisk Film.
Dynesen redigerade Skuespillernes medlemsblad från 1924 och femton år framåt.

## Filmografi
- 1910 – Massösens offer
- 1912 – Ormen
- 1912 – Komtessan Charlotte
- 1912 – Cirkusluft
- 1912 – En letsindig hustru
- 1912 – Af en opdagers dagbog
- 1916 – Den föräldralösa
- 1917 – Hotel Paradis
- 1917 – Ångest som dödar
- 1917 – Telefondamen
- 1917 – Rædselsnatten
- 1918 – Solen, der dræbte
- 1918 – Den grønne bille
- 1918 – Had og kærlighed
- 1919 – Kærlighed overvinder alt
- 1919 – Præsidenten
- 1919 – Mod lyset
- 1920 – Manden der sejrede
- 1920 – Flygande Holländaren, I-IV
- 1922 – Præsten i Vejlby